# Valkkare nasu
Valkkare nasu ist eine unbewohnte Insel, 130 Meter von der größten estnischen Insel Saaremaa entfernt. Die Insel liegt in der Landgemeinde Saaremaa im Kreis Saare. Sie liegt in der Bucht Udriku laht im Kahtla-Kübassaare hoiuala.
Valkkare nasu ist 25 Meter lang und 7 Meter breit.